# Steve Argüelles
Steve Argüelles Clarke (Crowborough, 16 november 1963) is een Brits jazzdrummer.

## Biografie
Argüelles groeide op in Birmingham en speelde aanvankelijk in het Midland Youth Jazz Orchestra. Na afsluiting van zijn schooltijd verhuisde hij naar Londen, waar hij behoorde tot het National Youth Jazz Orchestra en als muzikant werkte voor de film en meerdere theaters. In 1983 was hij medeoprichter van de bigband Loose Tubes. Daarna speelde hij met eigen formaties, met zijn broer Julian in de band Argüelles en met Iain Ballamy en Django Bates in de band Human Chain. Ook trad hij op met Chris McGregor, Dudu Pukwana en Robert Dick.
Argüelles heeft samengewerkt met de Zwitserse zangeres Corin Curschellas, met John Wolf Brennan en Christy Doran. Bovendien speelt hij in het trio The Recyclers met Benoît Delbecq en Noël Akchoté. Argüelles werkte als gast mee bij Gilad Atzmons formatie Tango Siempre bij de opname van het album Tangents en was betrokken bij Ig Hennemans opname van Indigo. Argüelles speelde drums bij opnamen van Dieter Ilg, het A.D.D. Trio, het Creative Works Orchestra, de bands van Nguyên Lê en Robert Dick en de Thierry Peala Group.
Argüelles leidde tijdens de jaren 1990 het label AhUm. Tegenwoordig leidt hij het electronica-label Plush Records.

## Discografie
- 1990: Steve Argüelles
- 1993: Creative Works Orchestra: Willisau Live & More met John Wolf Brennan, Lindsay Cooper, Daniele Patumi e.a.
- 1998: Ig Henneman Tentet Indigo met o.a. Ab Baars, Tristan Honsinger, Theo Jörgensmann, Lori Freedman, Wilbert de Joode
- 1998: Circuit
- 1999: Blue Moon in a Function Room (Babel) met Billy Jenkins, Steve Watts
- 1999: Julian Argüelles, Stuart Hall, Mick Hutton Busy Listening (Babel)
- 2004: Ambitronix We da man! met Benoît Delbecq
- 2005: I.N.I.T.I.A.L.S. met John Wolf Brennan, Christy Doran en Urs Leimgruber
- 2012: The Recyclers: Rectangle met Noël Akchoté, Benoît Delbecq